# Slow Horses
Slow Horses är en brittisk dramaserie från 2022 vars första säsong bestod av sex avsnitt. Den hade premiär på Apple TV+ den 1 april 2022. Den tredje säsongen också den bestående av sex avnitt har premiär på samma kanal den 29 november 2023. Serien har blivit förnyad med en fjärde säsong. Serien är regisserad av James Hawes, Jeremy Lovering, Saul Metzstein och Adam Randall.

## Handling
Serien kretsar kring ett team av brittiska underrättelseagenter som tjänstgör på MI5:s elefantkyrkogård, det vill säga den plats där spioner hamnar på grund av sina misstag.

## Rollista i urval
- Gary Oldman - Jackson Lamb
- Jack Lowden - River Cartwright
- Kristin Scott Thomas - Diana Taverner
- Saskia Reeves - Catherine Standish
- Olivia Cooke - Sidonie "Sid" Baker
- Rosalind Eleazar - Louisa Guy
- Steven Waddington - Jed Moody
- Jonathan Pryce - David Cartwright
- Chris Reilly - Nick Duffy
- Samuel West - Peter Judd
- Sophie Okonedo - Ingrid Tearney
- Antonio Aakeel - Hassan Ahmed
- Paul Hilton - Robert Hobden

- Rade Serbedzija - Nikolai KatinskyMarek Vašut - Andre Chernitsky
- Alec Utgoff - Arkady Pashkin
- Catherine McCormack - Alex Tropper
- Adrian Rawlins - Duncan Tropper
- Katherine Waterston - Alison Dunn